# Hypnum lepturum
Hypnum lepturum là một loài Rêu trong họ Hypnaceae. Loài này được Taylor mô tả khoa học đầu tiên năm 1846.